# Ренёво (Кировская область)
Ренёво — деревня в Омутнинском районе Кировской области. Входит в Залазнинское сельское поселение.

## География
Находится на правом берегу реки Белая на расстоянии примерно 21 километр по прямой на восток-юго-восток от районного центра города Омутнинск.

## История
Деревня существует с начала XVIII века. В конце XIX века — 11 дворов, 97 жителей. В 1937 году — 24 двора, 129 жителей. В начале 1930-х годов в колхозе «Труженик». С 1978 года в совхозе «Зиминский», после в колхозе «Мир» до его распада.

## Население
Постоянное население составляло 25 человек (русские 92 %) в 2002 году, 3 в 2010.